# Bélier dans un fourré
Le Bélier dans un fourré (en anglais : Ram in a Thicket) est une représentation de deux statuettes découverte à Ur, dans le sud de l'Irak, datant d'environ 2600-2400 av. J.-C. L'une des statuettes est exposée dans la Mesopotamia Gallery du British Museum à Londres, l'autre est exposée au musée d'Archéologie et d'Anthropologie de l'université de Pennsylvanie à Philadelphie, aux États-Unis.

## Découverte

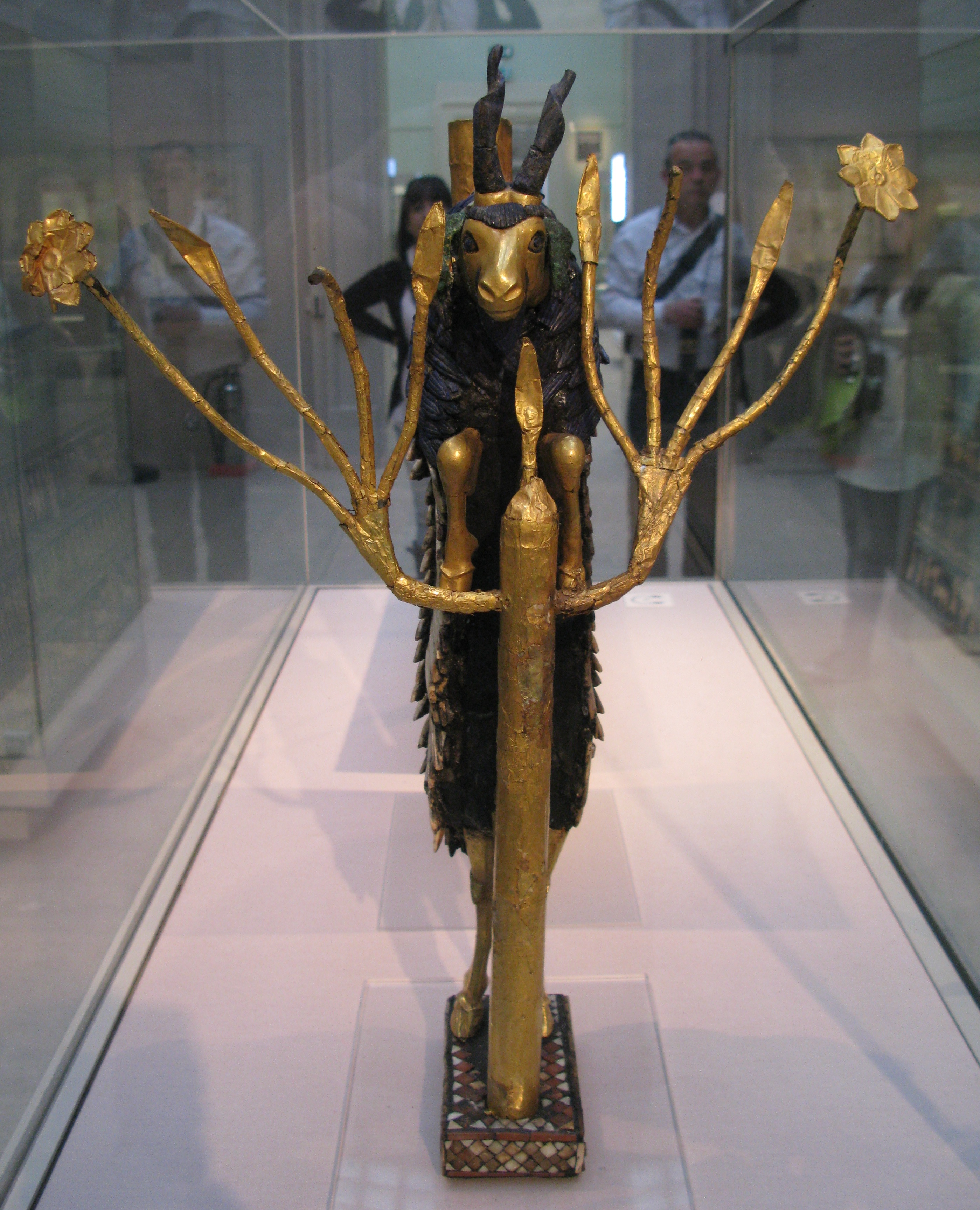
Le Bélier dans un fourré vu de face (British Museum).

Les deux « béliers », qu'il serait plus juste de qualifier de chèvres, ont été découverts l'un à proximité de l'autre dans la « grande fosse de la mort », l'une des tombes royales d'Ur. 
Cette découverte a été réalisée par l'archéologue Leonard Woolley vers 1928-1929. Ce dernier était responsable de la collaboration entre le British Museum et l'université de Pennsylvanie, qui a débuté en 1922.
Woolley a baptisé cette représentation « bélier dans un fourré » en référence à la ligature d'Isaac dans le Livre de la Genèse, dans lequel Dieu ordonne à Abraham de sacrifier son fils Isaac, lorsqu'au dernier moment, un ange arrête Abraham et lui montre un bélier pris dans un fourré par les cornes, qu'Abraham sacrifie à sa place.

## Description

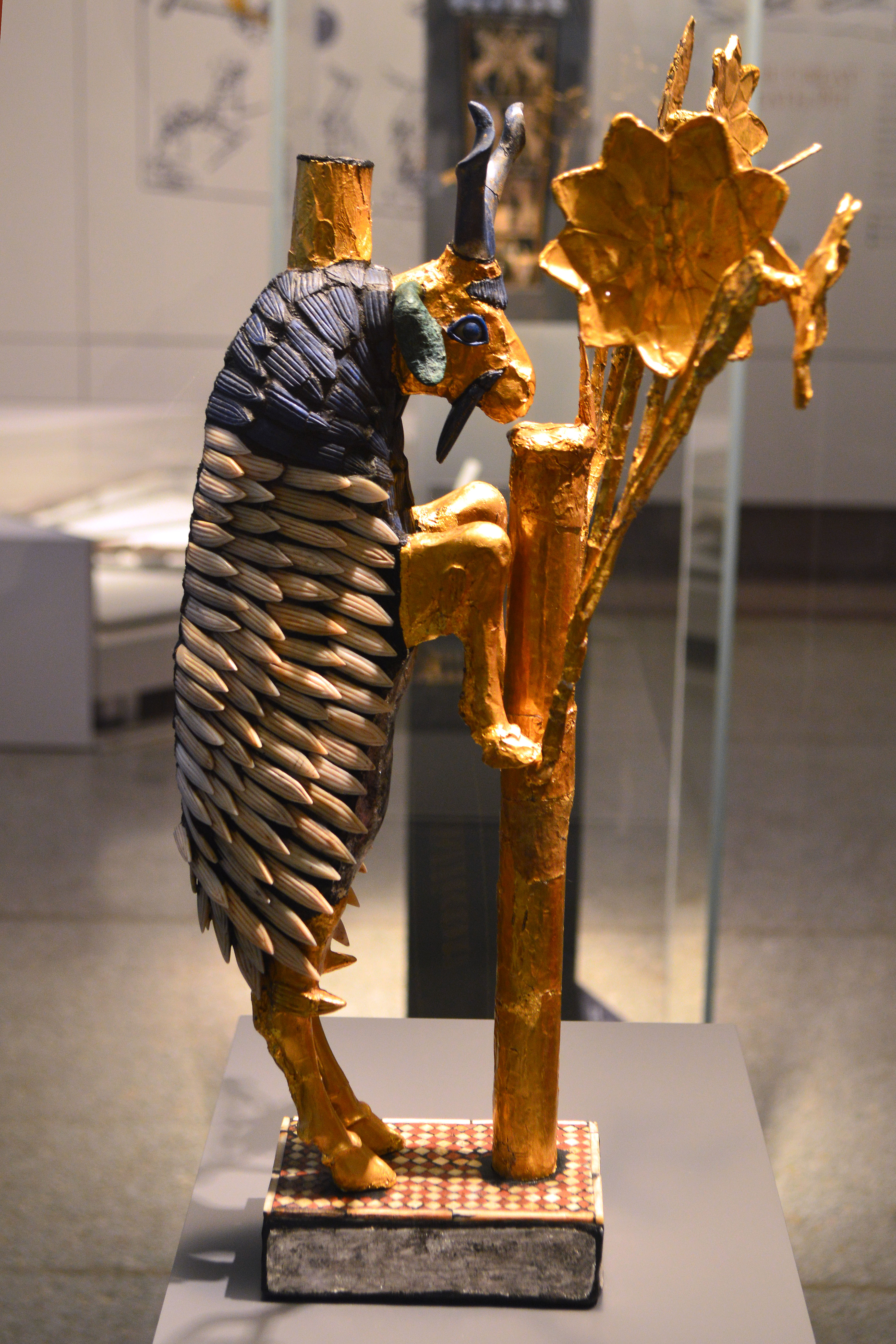
Le Bélier dans un fourré vu de côté (Université de Pennsylvanie).

Lors de sa découverte, la statue de 45,7 cm avait été écrasée par le poids de la terre, et son intérieur en bois s'était détérioré. La statue a alors été restaurée.
La tête et les pattes du bélier sont recouvertes de feuilles d'or qui ont été martelées contre le bois et collées avec une fine couche de bitume, tandis que les oreilles sont en cuivre et sont maintenant vertes. Les cornes et la toison des épaules sont en lapis-lazuli, et la toison du corps est en coquille, attachée à une couche plus épaisse de bitume. Les parties intimes du personnage sont en or, tandis que son ventre était en argent, aujourd'hui oxydé au point de ne plus pouvoir être restauré. Les parties génitales de l'autre personnage sont supposées être en argent, elles sont corrodées et ont donc disparu.